# 馬爾科夫齊
馬爾科夫齊（斯洛維尼亞語： 發音：[ˈmaːɾkɔu̯tsi]）是斯洛維尼亞東北部马尔科夫齐市镇的聚居地及行政中心。它位於普圖伊東南部，毗鄰德拉瓦河上的一個水庫普圖伊湖。當地是下施蒂里亞傳統地區的一部分，現在包括在波德拉夫統計區。
當地堂區教堂奉獻給聖馬可，屬於天主教馬里博爾總教區。它建於1871年，位於一座16世紀建築的遺址上。

## 外部連結
- 维基共享资源上的相關多媒體資源：馬爾科夫齊
- Markovci at Geopedia （页面存档备份，存于）